# Esztergom-Kertváros vasútállomás
Az Esztergom-Kertváros vasútállomás Komárom-Esztergom vármegyei vasútállomás, melyet a Magyar Államvasutak Zrt. (MÁV) üzemeltet Esztergom-Kertvárosban. Közúti elérését a 111-es főútból kiágazó 11 328-as számú mellékút (Wesselényi utca) biztosítja.
Az esztergomi közös végállomást és a megszűnt Esztergom-Tábor megállóhelyet leszámítva ez az egyetlen közös megálló és átszállási lehetőség a Budapest–Esztergom és az Esztergom–Almásfüzitő vasútvonalakon.
Az állmáson 2018. március 12-én megszűnt a forgalmi iroda és ezzel a forgalomirányítás távkezeltté vált. Az épület felújítása 2025 augusztusában kezdődött meg.

## Áthaladó vasútvonalak
- Budapest–Esztergom-vasútvonal (2)
- Esztergom–Almásfüzitő-vasútvonal (4)

## Megközelítés tömegközlekedéssel
- Helyi busz:  43, 43F
- Elővárosi busz:  800, Helyközi buszok (Damjanich utcán, kb. 850 méter)
- Távolsági busz:  1784, 1851 (Damjanich utcán, kb. 850 méter)

## Forgalom
| Járat | Útvonal | Gyakoriság                                  |
| ----- | --- | ------------------------------------------- |
| S72   | Budapest-Nyugati – Rákosrendező – Angyalföld – Újpest – Aquincum – Óbuda – Aranyvölgy – Üröm – Solymár – Szélhegy – Vörösvárbánya – Pilisvörösvár – Szabadságliget – Klotildliget – Piliscsaba – Magdolnavölgy – Pilisjászfalu – Piliscsév – Leányvár – Dorog – Esztergom-Kertváros – Esztergom | Hajnalban 30 percenként, késő este óránként |
| Z72   | Budapest-Nyugati – Angyalföld – Újpest – Aquincum – Solymár – Pilisvörösvár – Piliscsaba (– Magdolnavölgy) – Pilisjászfalu – Piliscsév – Leányvár – Dorog – Esztergom-Kertváros – Esztergom | Hétköznap óránként                          |
| Z72   | Budapest-Nyugati → Angyalföld → Újpest → Aquincum → Aranyvölgy → Solymár → Pilisvörösvár → Piliscsaba → Pilisjászfalu → Piliscsév → Leányvár → Dorog → Esztergom-Kertváros → Esztergom | Hétköznap reggel 1 Esztergom felé           |
| Z72   | Budapest-Nyugati – Rákosrendező (– Vasútmúzeum) – Angyalföld – Újpest – Aquincum – Solymár – Pilisvörösvár – Piliscsaba (– Magdolnavölgy) – Pilisjászfalu – Piliscsév – Leányvár – Dorog – Esztergom-Kertváros – Esztergom                                                                      | Hétvégén óránként                           |
| S74   | Esztergom – Esztergom-Kertváros – Tokod – Tát – Nyergesújfalu – Nyergesújfalu felső – Eternitgyár – Lábatlan – Piszke – Süttő – Süttő felső – Várhegyalja – Neszmély – Dunaalmás – Almásfüzitő – Komárom                                                                                        | Munkanapokon 5 pár, hétvégén 1 pár          |
| S74   | Esztergom – Esztergom-Kertváros – Tokod – Tát – Nyergesújfalu – Nyergesújfalu felső – Eternitgyár – Lábatlan – Piszke – Süttő – Süttő felső – Várhegyalja – Neszmély – Dunaalmás – Almásfüzitő                                                                                                  | Hétvégén 3 pár                              |
| S74   | Esztergom – Esztergom-Kertváros – Tokod – Tát – Nyergesújfalu – Nyergesújfalu felső – Eternitgyár – Lábatlan – Piszke – Süttő | Munkanapokon 2 pár                          |
| S74   | Esztergom – Esztergom-Kertváros – Tokod – Tát – Nyergesújfalu – Nyergesújfalu felső – Eternitgyár – Lábatlan | Munkanapokon 1 pár                          |